# Théodora Tocco
Théodora Tocco ou Maddalena Tocco, morte en novembre 1429, est l'épouse de Constantin XI Paléologue quand il était despote de Morée.
Elle est la fille de Léonard II Tocco, seigneur de Zante, la nièce de Carlo Ier Tocco (comte de Céphalonie et duc de Leucade) et la sœur de Carlo II Tocco (comte palatin de Céphalonie et Zante).
Elle épouse Constantin XI Paléologue en juillet 1428. Elle se convertit à l'orthodoxie et adopte comme nouveau prénom Théodora. Elle meurt en novembre 1429 en donnant naissance à une fille mort-née. Elle est enterrée à Mistra.